# ジョン・メイヤー・トリオ
ジョン・メイヤー・トリオ（John Mayer Trio）は、シンガーソングライターのジョン・メイヤーが2005年に結成したブルース・ロック・バンド。
メンバーはジョンの他、ザ・フーのサポートメンバーとしても知られるピノ・パラディーノ（ベース）、エリック・クラプトンなど数多くのミュージシャンのバックでドラマーを務めるスティーヴ・ジョーダン（ドラム）。

## メンバー
- ジョン・メイヤー (John Mayer)  - リード・ボーカル、ギター
- ピノ・パラディーノ (Pino Palladino) - ベース
- スティーヴ・ジョーダン (Steve Jordan) - ドラム、バック・ボーカル

## ディスコグラフィ

### ライブ・アルバム
- 『トライ! ライヴ・イン・コンサート』 - Try! John Mayer Trio Live In Concert (2005年)

### シングル
- "Who Did You Think I Was" (2005年)

### 映像作品
- 『ホエア・ザ・ライト・イズ - ジョン・メイヤー・ライブ・イン・ロサンジェルス』 - Where the Light Is: John Mayer Live in Los Angeles (2008年) ※ジョン・メイヤー名義。トリオでの演奏を8曲収録。